# Michajłowo (niełazskoje sielskoje posielenije)
Michajłowo (ros. Михайлово) – wieś (dieriewnia) w Rosji, w obwodzie wołogodzkim, w rejonie czerepowieckim. W 2021 liczyła 48 mieszkańców.